# محمد اوزونر
محمد اوزونر (ترکی استانبولی: Muhammet Uzuner؛ زادهٔ ۳۰ ژوئن ۱۹۶۵) هنرپیشه اهل ترکیه است.
از فیلم‌ها یا برنامه‌های تلویزیونی که وی در آن نقش داشته‌است می‌توان به فیلم روزی روزگاری در آناتولیو سریال عشق سیاه و سفید اشاره کرد.